# Sándor Weöres
 Sándor Weöres (węg.: Weöres Sándor) (ur. 22 czerwca 1913 w Szombathely; zm. 22 stycznia 1989 w Budapeszcie) – węgierski poeta, pisarz i tłumacz literatury. 
Pierwsze wiersze publikował mając 19 lat w czasopiśmie Nyugat, za sprawą redaktora i poety Mihálya Babitsa. Weöres studiował na uniwersytecie w Peczu początkowo prawo, potem geografię i historię doktoryzując się tamże z filozofii. W 1937 przedsięwziął swe pierwsze zagraniczne podróże – Manila, Wietnam i Indie, a następnie po wojnie w latach 1948–1951 podróżował po Europie zachodniej. W 1951 roku wrócił do Budapesztu i pozostał tam do końca życia. W latach 1948–1964 jego dzieła znajdowały się na indeksie, gdyż Weöres nie odpowiadał ideologicznie linii politycznej. Wiele utworów Weöresa oprawili muzycznie kompozytorzy: György Ligeti i Péter Eötvös.
Oprócz własnej twórczości zajmował się tłumaczeniem poetów ukraińskich (np. Taras Szewczenko), gruzińskich (np. Rustaveli) ale też chińskiego Daodejing.

## Wybór dzieł
- Hideg van, 1934.
- A kő és az ember, 1935.
- A teremtés dicsérete, 1938.
- A holdbeli csónakos, 1941.
- Theomachia, 1941.
- Bolond Istók, 1943.
- Meduza, 1944.
- A teljesség felé, 1945.
- A szerelem ábécéje, 1946.
- Elysium, 1946.
- Gyümölcskosár, 1946.
- A fogak tornáca, 1947.
- Testtelen nyáj, 1947.
- Bóbita, 1955.
- A hallgatás tornya, 1956.
- Tarka forgó, 1958.
- Tűzkút , 1964.
- Hold és sárkány, 1965.
- Merülő Saturnus, 1968.
- Zimzizim, 1969.
- Psyche, 1972.
- Télország, 1972.
- Ha a világ rigó lenne, 1973.
- Tizenegy szimfónia, 1973.
- Abc, 1974.
- 111 vers, 1974.
- Hetedhét ország, 1975.
- Áthallások, 1976.
- Harmincöt ver, 1978.
- Baranyai képek, 1979.
- Egysoros versek, 1979.
- Szent György és a sárkány., 1979.
- Ének a határtalanról, 1980.
- Weöres Sándor kézírásos könyve, 1981.
- Mahruh veszése, 1982.
- Színjátékok, 1983.
- Posta messziről, 1983.
- Magyar etűdök, 1985.
- Kútbanéző, 1987.
- Fairy spring, 1988.
- A sebzett föld éneke, 1989.

## Wydane pośmiertnie
- Szent Miklós, 1992.
- Szó és kép, 1993.
- Fantaisie orientalee, 1994.
- Priapos, 2001.
- Octopus, avagy Szent György és a Sárkány históriája, 2002.
- Fantaisie orientalee, 1994.
- Holdaskönyv, 2004.
- Színjátékok, 2005.